# Ballamenagh

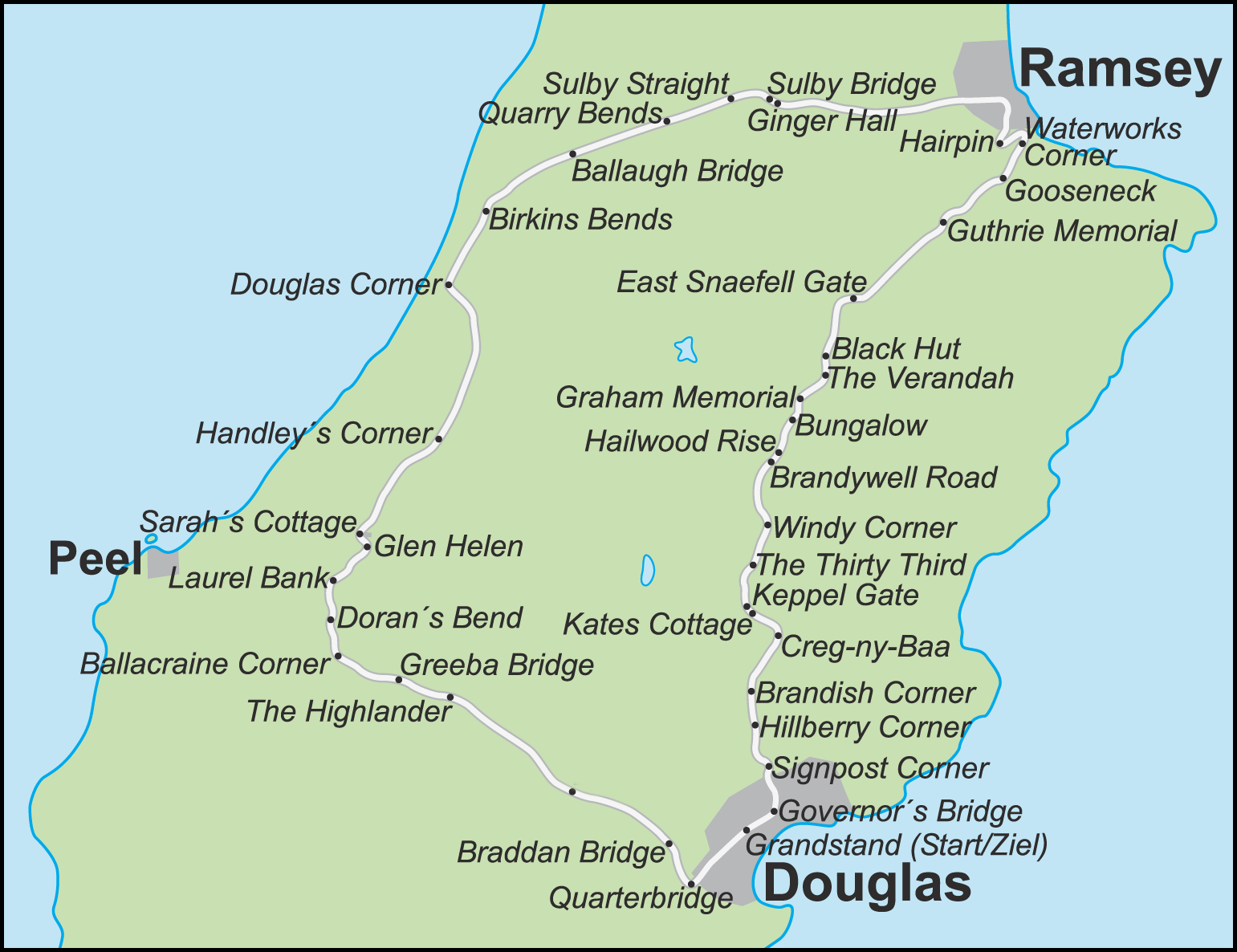
Handley's Corner ligt op het westelijk deel van de Snaefell Mountain Course

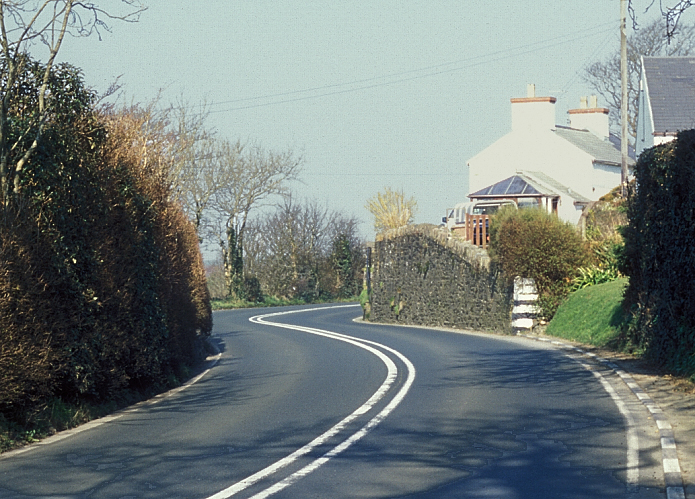
Handley's Corner. De bedreigende muur aan de rechterkant werd pas in 1954 gebouwd, tot die tijd was het een hoge aarden wal met een heg.

Ballamenagh is een gehucht op het eiland Man. Het dankt zijn bekendheid voornamelijk aan Handley's Corner als markant punt in de Snaefell Mountain Course.
Ballamenagh heeft nog steeds een station in de Manx Electric Railway. Het ligt in de civil parish Michael langs de A3 Castletown - Ramsey. De omgeving wordt gedomineerd door de landbouwgronden van Ballamenagh en Shoughlaige-e-Caine.

## Naamgeving
Op Man werden en worden veel namen voor de bocht en het gebied eromheen gebruikt. 
- "Ballamenagh" en "Ballamenagh Corner", afhankelijk van de periode en andere taalinvloeden ook wel: "Balla Menagh", "Ballamainagh", "Ballamanagh" of "Ballameanagh", betekent "Boerderij in het midden".
- "Elemehin", waarschijnlijk een verbastering van Slieau Himmin (Shimmin's Mountain[1]).
- "Eleanor's Corner" (herkomst niet bekend).
- "Cronk-ny-Fedjag" of, afhankelijk van de periode en andere taalinvloeden, "Cronk-ny-Vedjagh" of "Cronk-ny-Fessage" (Heuvel van de Pluvier), verwijst naar een heuvel ongeveer 250 meter van de bocht.

## Isle of Man TT en Manx Grand Prix
Ballamenagh ligt ook langs de Snaefell Mountain Course, het stratencircuit dat gebruikt wordt voor de Isle of Man TT en de Manx Grand Prix. Het vormt het een van de markante punten langs dit circuit en ligt tussen de 11e en de 12e mijlpaal. Ballamenagh maakte ook deel uit van de Highroads Course en de Four Inch Course, die gebruikt werden voor de Gordon Bennett Trial en de RAC Tourist Trophy van 1904 tot 1922. Het hoorde ook bij de St John's Short Course, die voor motorraces werd gebruikt van 1907 tot 1910.

### Circuitverloop

#### Handley's Corner

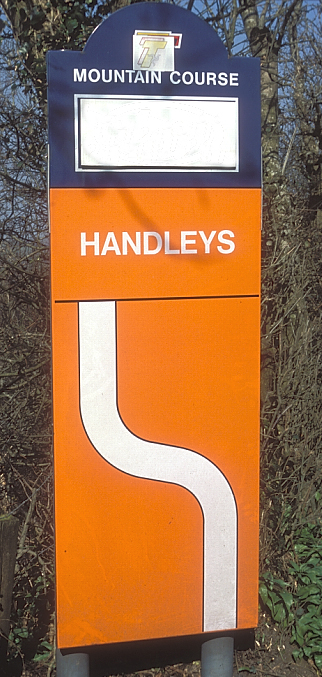

De S-bocht Handley's Corner dankt zijn naam aan de coureur Wal Handley. In 1932 was Handley in topvorm. Hij werd tweede in de Lightweight TT en derde in de Junior TT. In de Senior TT viel hij echter bij Ballamenagh Corner in de buurt van Kirk Michael. Handley reed ongeveer 135 km/h en remde hard voor de S-bocht, maar zijn voorwiel blokkeerde en de Rudge vloog over de kop. Handley bleef (tijdelijk) verlamd op de weg liggen, naast de motorfiets waarvan het gas nog vol open stond. Bovendien lekte er benzine uit de tank, waardoor Handley zelf doorweekt werd en bang was voor brand. Dat gebeurde gelukkig niet en enige uren later kon Handley in Noble's Hospital in Douglas zijn verhaal met zijn gebruikelijke humor vertellen aan Geoff Davison, een voormalig coureur en in die tijd al kroniekschrijver van de TT-races. Aanvankelijk kreeg de boerderij aan de linkerkant van de weg de naam "Handley's Cottage", maar toen die de nieuwe naam "Smithy Cottage" kreeg werd de bocht zelf "Handley's Corner" genoemd. Handley zelf gaf als oorzaak van het ongeluk dat zijn motor niet goed liep en dat hij daardoor misschien te veel risico had genomen. In die tijd waren er nog weinig marshals bij deze bocht en Handley werd geholpen door een bewoner van een naburige cottage. Tot het midden van de jaren vijftig was Handley's een smal weggedeelte waar slechts één rijder tegelijk langs kon. In 1952 gingen er echter twee coureurs noodgedwongen samen doorheen: de sturen van de Triumphs van Bernard Hargreaves en Eric Houseley haakten bij de nadering in elkaar en bleven 40 meter aan elkaar vastzitten. Hoewel de aandacht van de coureurs uitgaat naar het ronden van de hoge muur in de tweede bocht, is de uitgang van die bocht ook gevaarlijk omdat de verkanting de motorfietsen naar de buitenbocht dringt en het wegdek er vrij hobbelig is. Steve Hislop verloor hier tijdens de Senior TT van 1994 de controle en reed met zijn voeten naast de steunen een stukje door de heg aan de buitenkant, maar won de race alsnog.

#### 12e Mijlpaal
140 meter voorbij Handley's Corner ligt een flauwe bocht naar links die de 12e mijl markeert. Het is nog steeds een volgasbocht en de coureurs proberen ook het gas open te houden op het gedeelte richting Barregarrow. In de jaren zeventig kon dat nog, maar tegenwoordig zijn de motorfietsen zo snel dat zelfs de flauwe bochten als McGuinness's het onmogelijk maken.

## Verbeteringen aan het circuit
- In de winter van 1953-1954, werden veel verbeteringen en wegverbredingen uitgevoerd, o.a. bij Creg-ny-Baa, Signpost Corner, Cronk-ny-Mona en op de weg richting Governor's Bridge. Ook de weg naar Quarterbridge (A2 Douglas-Peel) werd verbreed en opnieuw geasfalteerd en de sprongen bij de Highlander en bij Ballagarraghyn werden verwijderd. Verdere verbredingen vonden plaats bij Handley's Corner, Barregarrow, Rhencullen, Ballaugh Bridge, Ginger Hall (ook bij Sulby) en Kerrowmoar.
- Van 2003 tot 2006 werden werkzaamheden uitgevoerd aan de A3 tussen Barregarrow en Cronk-y-Voddy, waaronder ook Handley's Corner en de omgeving van de 11e mijlpaal.

## Gebeurtenissen bij Handley's Corner
- Op 29 mei 1950 verongelukte John Makaula-White met een 500cc Triumph tijdens de training voor de Isle of Man TT
- Op 31 mei 1954 verongelukte Laurie Boulter met een Norton tijdens een onofficiële training voor de Isle of Man TT
- Op 1 september 1970 verongelukte George Collis met een 250cc Yamaha tijdens de Lightweight TT
- Op 3 september 1993 verongelukte Kenneth Virgo tijdens met een 250cc Yamaha tijdens de Lightweight Race van de Manx Grand Prix

## Trivia
- Frank Fry kreeg tijdens de Junior TT van 1947 een pitsignaal van zijn monteur: 4/16. Dat betekende dat hij vierde was met 16 seconden achterstand op nummer drie. Fry dacht echter dat hij vier seconden tekortkwam voor een Zilveren Replica en voerde zijn snelheid op. Het verwarde hem echter, en hij was zo in gedachten dat hij zich bij Handley's Corner te laat realiseerde waar hij was en volgas de heg in vloog. Zijn Velocette was beschadigd, maar Frank Fry kon naar een naburige boerderij lopen waar hij een kop thee kreeg. Toen hoorde hij de radiocommentator omroepen dat hij vierde was, met 16 seconden achterstand…

(Markante punten in cursief zijn onofficiële punten of worden alleen gebruikt binnen Marshal Sectors)
1e mijl:
TT Grandstand ·
Nobles Park ·
St Ninian's Crossroads ·
Bray Hill ·
Ago's Leap ·
Quarterbridge Road ·
1st Milestone ·
2e mijl:
Wal Handley Memorial Seat ·
Quarterbridge ·
Port-y-Chee Meadow ·
Braddan Bridge ·
Jubilee Oak ·
Braddan Bridge House ·
Braddan Depot ·
Snugborough (Cronk Dhoo) ·
2nd Milestone ·
3e mijl:
Union Mills (Mullen Dhoo, Mwyllin Dhoo Aah, Mullin Doway) ·
Railway Inn ·
Ballahutchin Hill (Elm Bank Hill) ·
3rd Milestone ·
4e mijl:
Ballafreer ·
Glenlough ·
Ballagarey Corner ·
Glen Vine (Glen Darragh) ·
Ballabeg ·
4th Milestone ·
5e mijl:
Crosby ·
Crosby Left (Vicarage Corner) ·
Crosby Cross-Roads ·
5th Milestone ·
6e mijl:
Crosby Hill (Ballaglonney Hill of Halfway Hill) ·
Halfway House (The Waggon & Horses) ·
St Trinian's ·
The Highlander ·
Greeba Verandah ·
Pear Tree Cottage ·
Greeba Castle ·
6th Milestone ·
7e mijl:
Appledene (Shimmin's Corner) ·
Central Valley (Greeba Gap) ·
Greeba Bridge ·
The Hawthorn ·
Knock Breck ·
Gorse Lea ·
7th Milestone ·
8e mijl:
Ballagarraghyn ·
Ballacraine ·
Ballaspur ·
Ballig ·
8th Milestone ·
9e mijl:
Ballig Bridge ·
Doran's Bend ·
Laurel Bank ·
9th Milestone ·
10e mijl
Glen Moar Mill ·
Black Dub ·
Quarter-Distance Marker ·
The Vaish ·
Glen Helen (Glen Rhenass) ·
Sarah's Cottage ·
Creg Willey's Hill ·
10th Milestone ·
11e mijl:
Lambfell Beg ·
Lambfell (Moar) Cottage ·
Cronk-y-Voddy (Cronk-y-Voddy Straight) ·
Cronk-y-Voddy Cross Roads ·
Molyneux's ·
Cronk Bane Farm ·
11th Milestone ·
12e mijl:
Drinkwater's Bend ·
Handley's Corner (Cronk-y-Fedjag, Ballamenagh) ·
12th Milestone ·
13e mijl:
McGuinness's (Shoughlaigue Bridge) ·
Ballaskyr ·
Barregarrow Cross Roads (Cronk Aashen) ·
Barregarrow ·
Little Bray ·
Barregarrow Bottom ·
Cammal Farm ·
Cronk Urleigh ·
13th Milestone ·
14e mijl:
Ballalonna Bridge ·
Westwood Corner ·
Ballakinnag ·
14th Milestone ·
15e mijl:
Douglas Road Corner ·
Glen Wyllin Corner ·
The Mitre ·
Dave Saville Memorial Seat ·
Kirk Michael ·
The White House ·
15th Milestone ·
16e mijl:
Birkin's Bend ·
Rhencullen ·
Bishopscourt ·
Bishopscourt Farm Bends ·
Bishopscourt Straight ·
Orrisdale North ·
16th Milestone ·
17e mijl:
Dub Cottage (Bishop's Dub) ·
Alpine Cottage ·
Balla Cobb ·
17th Milestone ·
18e mijl:
Ballaugh Bridge ·
Ballaugh ·
Gwen's ·
Ballacrye Corner ·
Ballacrye ·
18th Milestone ·
19e mijl:
Quarry Bends ·
Ballavolley ·
Wildlife Park ·
Sulby Straight ·
Half-distance Marker ·
19th Milestone ·
20e mijl:
Sulby ·
Sulby Glen Hotel ·
Sulby Crossroads ·
Sulby Bridge ·
20th Milestone ·
21e mijl:
Ginger Hall ·
Kerrowmoar ·
21st Milestone ·
22e mijl:
Glen Duff ·
Glentramman ·
Temple Corner (Water Through Corner) ·
Glentramman Loop Road ·
Churchtown ·
Caravan ·
22nd Milestone ·
23e mijl:
Lezayre War Memorial ·
Ballakillingan ·
Conker Fields ·
K-tree ·
Sky Hill ·
Milntown Cottage (Pinfold Cottage) ·
Milntown Bridge (Glen Auldyn Bridge) ·
Milntown ·
Gardener's Lane ·
23rd Milestone ·
24e mijl:
Lezayre Road ·
School House Corner (Crossags, Russel's Corner) ·
Parliament Square ·
Queen's Pier Road ·
Ramsey Depot ·
Cruickshanks Corner ·
May Hill ·
24th Milestone ·
25e mijl:
Whitegates ·
Stella Maris ·
Ramsey Hairpin ·
Little Gooseneck ·
Water Works Corner ·
Ballure Reservoir ·
Mountain Section ·
Tower Bends ·
25th Milestone ·
26e mijl:
Gooseneck ·
Joey's (26th Milestone) ·
27e mijl:
Guthrie's Memorial ·
The Cutting ·
27th Milestone ·
28e mijl:
Milligan's Bridge ·
Mountain Mile ·
28th Milestone ·
29e mijl:
Three-Quarter distance marker ·
Mountain Box (East Mountain Gate, East Snaefell Gate) ·
29th Milestone ·
30e mijl:
Casey's (Rice's Corner, George's Folly) ·
Black Hut (Stonebreakers Hut, Shepherd's Hut) ·
John Smyth Memorial Shelter ·
Verandah ·
30th Milestone ·
31e mijl:
Bungalow Bridge ·
Stonebridge ·
Les Graham Memorial ·
Bungalow Bends ·
McIntyre Box ·
Murray's Museum ·
Joey Dunlop Memorial ·
The Bungalow ·
31st Milestone ·
32e mijl:
Hailwood's Rise ·
Hailwood's Height ·
Brandywell (West Mountain Gate, Beinn-y-Phott Gate, Bungalow Gate) ·
Duke's (32nd Milestone) ·
33e mijl:
Windy Corner (Nobles Corner) ·
Nobles Park Road ·
Slieu Lhost Quarry ·
Thirty-Third (33rd Milestone) ·
34e mijl:
Keppel Gate (Clarke's Corner) ·
Kate's Cottage (Shepherd's House) ·
34th Milestone ·
35e mijl:
Creg-ny-Baa (the Keppel Hotel) ·
Gob-ny-Geay (Sunny Orchard) ·
35th Milestone ·
36e mijl:
Brandish Corner (Telegraph Hill, O'Donnell's en Upper Hillberry Corner) ·
Hillberry Corner ·
36th Milestone ·
37e mijl:
Glen Dhoo Farm ·
Hillberry Road ·
Cronk-ny-Mona ·
Johnny Watterson's Lane ·
Signpost Corner ·
Bedstead Corner ·
The Nook ·
37th Milestone ·
38e mijl:
Bemahague ·
Governor's Bridge ·
Governor's Dip ·
Glencrutchery Road ·
38th Milestone